# 白酒 (中国酒)

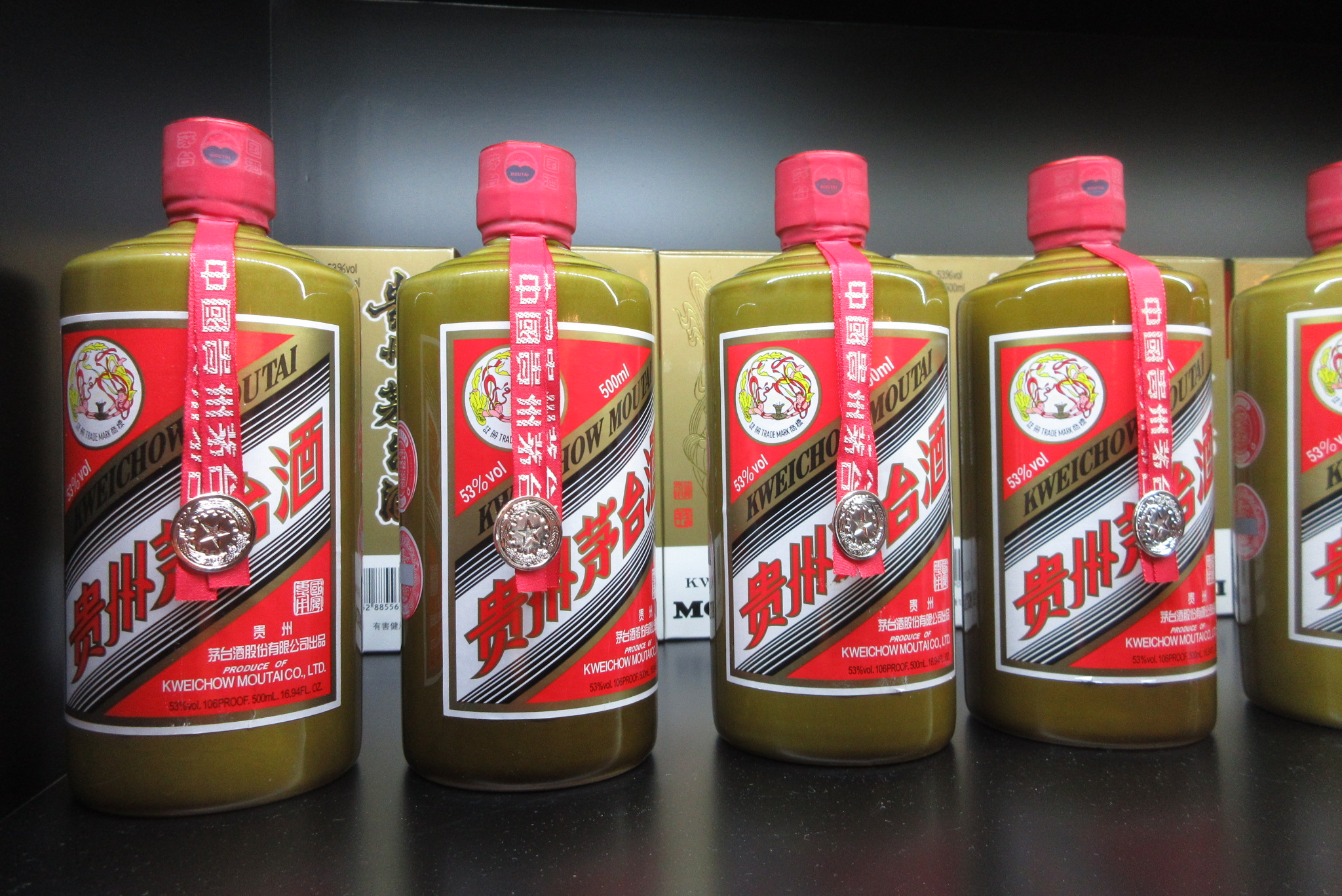
茅台酒

白酒（拼音: báijiǔ、jピンイン: バイジウ、慣用的にパイチュウとも）は、中国発祥の蒸留酒。宋代に南方より伝わった蒸留酒を基礎として成立した。コーリャン（高粱）、トウモロコシ、ジャガイモ、サツマイモなど穀物を原料とする。茅台酒（máotáijiǔ、マオタイジウ）・汾酒（fēnjiǔ、フェンジウ）などが該当する。
状況に応じて、主原料から高粱酒（gāoliángjiǔ、ガオリヤーンジウ）とも、製法から焼酒（繁体字：燒酒／簡体字：烧酒、shāojiǔ、シャオジウ）とも称される。

## 概説
白酒の「白」は「無色透明」の意味であると言われる。これに対して、醸造したままで蒸留していない褐色の酒を、黄酒（huángjiǔ、ホワーンジウ）という。方言では、中国東北部、山東省、四川省などで白乾児（白乾兒／白干儿、báigār、バイガール）ともいい、揚州では辣酒（làjiǔ、ラージウ）ともいい、成都では乾酒（gānjiǔ、ガンジウ）ともいう。
白酒は穀物や酒粕を原料とし、その発酵液を蒸留したもので、一般にアルコール度数が高い。50度以上のものが多く、60度や65度というものも少なくない。20世紀の白酒のアルコール度数は50度以上であったが、嗜好の変化や海上輸送上の制限などから、1990年代から白酒のアルコール濃度を下げたものが広がってきて、今では低度酒と呼ばれる38度の白酒が主流となっている。50度以上であった高度酒も、現在は45度のものが出ている。
白酒は「薫り高い」と表現されることが多く、数十種類の香り成分を含んでいる。香りのもとは、酢酸エチル、カプロン酸エチル、乳酸エチルなどを主体とするエステルである。含有量は少ないが白酒独特の香りを発するエステルとして、酪酸エチル、酢酸イソアミル、吉草酸エチルなどがある。エステル以外に、香りと味の重要な要素として、エステルと分子構造の近いカルボン酸（有機酸）を含み、主なものは、酢酸、酪酸、カプロン酸、乳酸である。
2004年の中国大陸での生産量は311.68万キロリットルであった。他に、台湾などでも生産が行われている。

## 乾杯の習慣
中国での宴席で何度も行う乾杯には、基本的に白酒を使う（紹興酒などの黄酒は、産地の浙江省や上海市周辺で用いられる程度）。乾杯用には、小さいグラス（小酒杯）を用いる。飲んだ後で、相手に向けて杯を傾け底を見せたり、逆さにして、飲み干したことを示す習慣がある。最近の北京や上海などの大都市では、乾杯に白酒を用いなくなってきている。

## 製法
白酒の製法は、産地によって異なる。原料とする穀物に何を用いるかと、麹（こうじ）を何からどう造るかなどによる。典型的な製法は下記のとおり。
1. まず麹を造る。大麦や小麦、エンドウなどを砕いたものに水を入れて混ぜ、レンガの形に整え暖かい部屋に放置して、クモノスカビや酵母、乳酸菌などを繁殖させ、“麯”（qū、チュイ。簡体字では“曲”と書く。“麹”の異体字）と呼ばれる餅麹（もちこうじ）を造る。
2. 蒸したコーリャンに麯を混ぜ、地面に掘った「発酵窖」と呼ばれる穴の中に入れて土をかぶせ、土の中で発酵させる（仕込む）。［麯のような餅麹は、日本酒の製造に用いるコウジカビが純粋培養された撒麹（ばらこうじ）とは異なり、糖化だけでなくアルコール発酵を行う微生物（酵母）も含んでいる。また、発酵窖には酵母などの有益な微生物が多数繁殖している(特に、長い年月を経た発酵窖(老窖)は珍重される)。したがって、このままの固体の状態のままでアルコールを含んだもろみとなる。］
3. 数週間後に仕込んだ材料を掘り出し、蒸気を通しやすくする籾殻や落花生の殻を混ぜて蒸留する。これと同時に、材料の高粱も同じ甑で蒸される。
4. 蒸留し終えた原料に再び麯を混ぜ、仕込みを数回繰り返す。
5. 蒸留によって集められた液体は、瓶に入れられて長期間熟成される。

こうして造られた白酒はアルコール度数が50%以上あって強いことが特徴的である。
なお、蒸留後の粕は豚の飼料となり、豚の糞尿は原料の穀物を育てる肥料となる。このような循環は、小泉武夫によって指摘されたことから『固体発酵における小泉の循環説』と呼ばれ、固体発酵という発酵法の根拠の説明として知られている。

## 型と製品の種類
白酒は、産地によって特別な名前が付けられている。有名な白酒を挙げる。中国では、白酒独特の香り（カプロン酸エチルを主体とするエステル香）の高い酒が好まれており、香りと味の種類によって香型（xiāngxíng、シアーンシーン）という分類がなされる。
濃香型五糧液（五粮液）（四川省宜賓市）、剣南春（四川省綿竹市）、瀘州老窖特麴酒（瀘州老窖特曲酒（zh））（四川省瀘州市）、全興大麴（全興大曲）（四川省成都市）、洋河大麴（洋河大曲）（江蘇省泗陽県）、古井貢酒（安徽省亳州市）、孔府家酒（山東省曲阜市）
醤香型茅台酒（貴州省仁懐市）、郎酒（四川省瀘州市古藺県）
清香型汾酒（山西省汾陽市）
米香型桂林三花酒（広西チワン族自治区桂林市）
兼香型董酒（貴州省遵義市）、白雲辺（湖北省松滋市）、白沙液（湖南省長沙市）
馥郁香型酒鬼酒（湖南省吉首市）
鳳香型西鳳酒（陝西省鳳翔県）
八大銘酒の例を挙げる。
五糧液（五粮液）、剣南春、洋河大麴（洋河大曲）、瀘州特麴（瀘州特曲）、郎酒、茅台酒、西鳳酒、汾酒

## 白酒と焼酒
「焼酒」という言葉は唐代の唐詩に出現するが、本草綱目によれば中国の蒸留酒作りは元代から始まったとされており、唐詩の詠まれた四川省に当時蒸留酒が存在したか疑問がある、という議論がある。たとえば、篠田統は唐詩の焼酒とは燗酒のことと解釈した。しかし、南宋の『夢梁録』には「水晶紅白焼酒」という蒸留酒らしき酒が登場するなど、東南アジア経由で蒸留酒の技術が中国に入っていた可能性もあると言われ、結論は出ていない。また、2011年に発見され、2016年に被葬者が確定した前漢の第9代皇帝劉賀の墓から、青銅製の蒸留器が出土、それの模造品により蒸留酒製造の実験をしたところ、蒸留酒製造に成功し、前漢期において、すでに蒸留酒が製造されていた可能性も取り沙汰されている。
今日では、白酒と焼酒はどちらも蒸留酒の一般名称として使われている。

## 用語の異義
中国語における「白酒」は、上で示した白酒（焼酒）以外に、稀に白ワインや日本の焼酎を指すことがある。
- 中国の西洋料理店などでは、状況によって白ワインを「白酒」と呼ぶことがある。これは赤ワインを意味する中国語「紅酒」（hóngjiǔ、ホーンジウ）の反対語としてである。混同を避けたい場合は「白葡萄酒」という。
- 中国語では通常は日本の焼酎を「清酒」と呼んでいる[要出典]が、ごく稀に「白酒」と呼ぶこともある。[要出典]

## 品質問題
中国の国家品質監督検査検疫総局での2004年のサンプリング検査の結果、全国の白酒の合格率は82.9%（銘柄比）であった。大手工場の品は97.1%が合格したが、中小工場の品は71.2%しか合格しなかった。不合格の理由は、アルコール度数の不足、独特の香りのもとでもあるカプロン酸エチルや総酸の過多、ラベルの不備などが多かったという。
2012年11月19日、21世紀網は、湖南省湘西トゥチャ族ミャオ族自治州吉首市の銘酒・酒鬼酒には基準値を上回るフタル酸ジブチル（可塑剤）が混入していると報道した。

## 日本における白酒
白酒は世界一飲まれている蒸留酒だが、その多くが中華圏内の消費に留まり、漢民族の力が強くない日本ではまだまだなじみがない。日本では、様々な中華料理を食べることができる。しかし、日本人が経営する町中華や、中国人が経営する町中華を模倣した「台湾料理」の屋号を掲げた中華料理店で扱っている酒はほぼ日本で馴染みがあるもの（中国酒以外）ばかりであり、仮に中国で造られる酒である中国酒があっても黄酒の一種である紹興酒や中国酒扱いのビールである青島ビールが飲まれる程度である。そのため、純粋な中国人経営の大陸系中華で取り扱われている程度に留まる。
2022年1月25日に「一般社団法人 日本中国白酒協会」が設立された。ウェブサイトには、白酒の文化、白酒が飲める店、日本で飲める白酒リストなどが掲載されている。

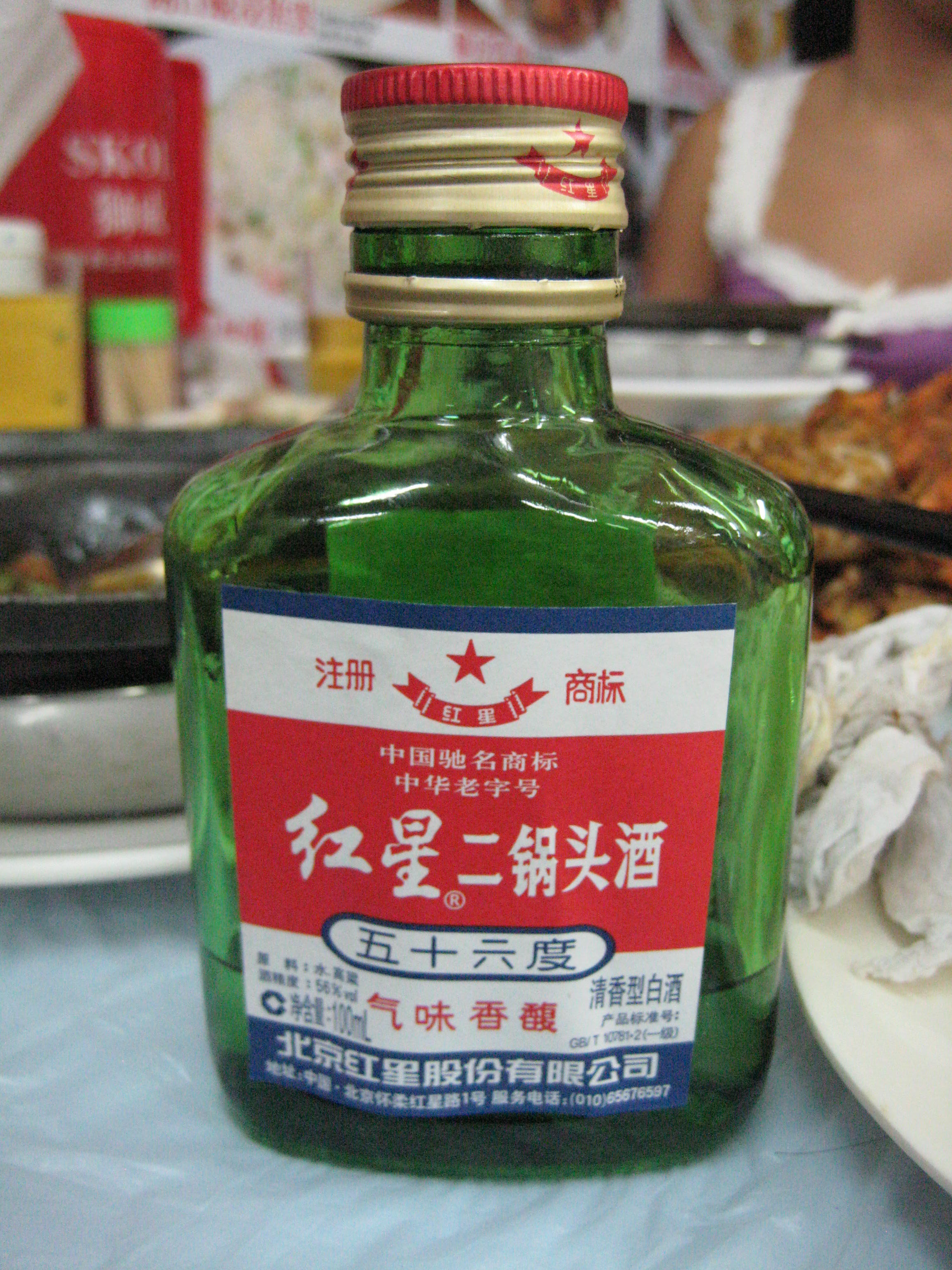
二鍋頭